# 天山公园 (上海)
天山公园是中国上海长宁区的一座绿地公园，位于延安西路凯旋路路口。

## 历史
1958年为填埋法华浜，而在园址处大量挖土，形成形状像葫芦形的人工湖，命名为葫芦湖，并开始在湖周围种植树木，辟为公园。1959年国庆节开园，取名为法华公园。1965年改称长宁区国防体育公园。1975年始称天山公园，周谷城题写。
1977年建成碧波廊。1984年，构筑嵘山和峦山。峦山在葫芦湖北面，为全园最高点，山上有一亭，初名山色亭，1989年为纪念长宁区与日本大阪府逋立友好城市一周年，在亭下立石碑一块，辟建樱花林，山色亭遂改称櫻花亭。嵘山位于湖东，绵延50米，主峰高5米。山上石径纵横交错，太湖石围成的树坛，高低错落，植有梓树、白榆、女贞等乔木，山下植有油橄榄、蚊母、丝兰和球类植物。在曲折的石径旁丛植茶花，桂花、杜鹃等。1985年，建成湖光榭和风光岛。  

## 园内景观

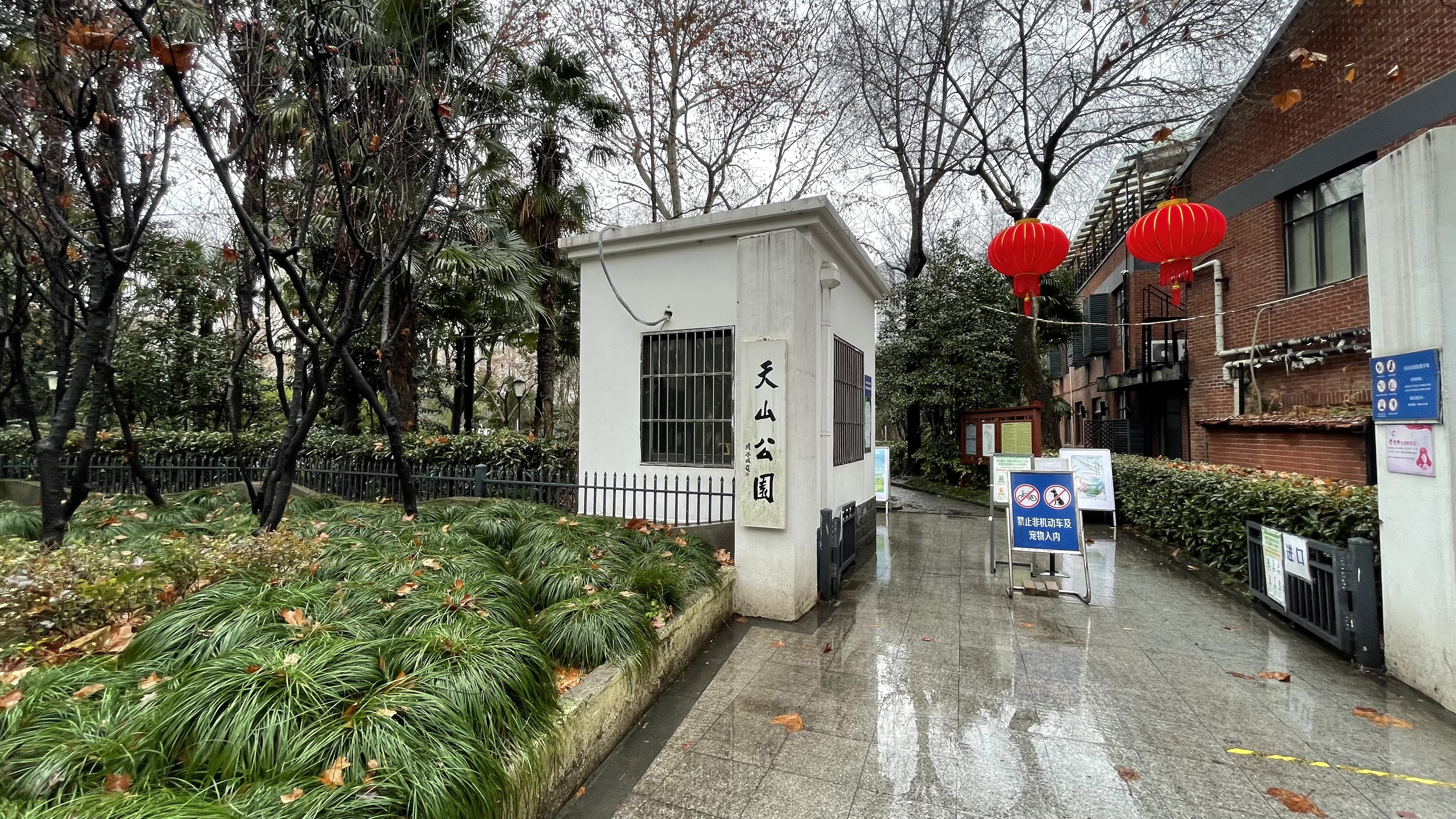
天山公园东门

现有面积6.8万平方米，其中水域面积1.67万平方米，草地面积1.24万平方米。目前天山公园免费向游客开放。园内还有一上海艺术礼品博物馆。

### 荷花池

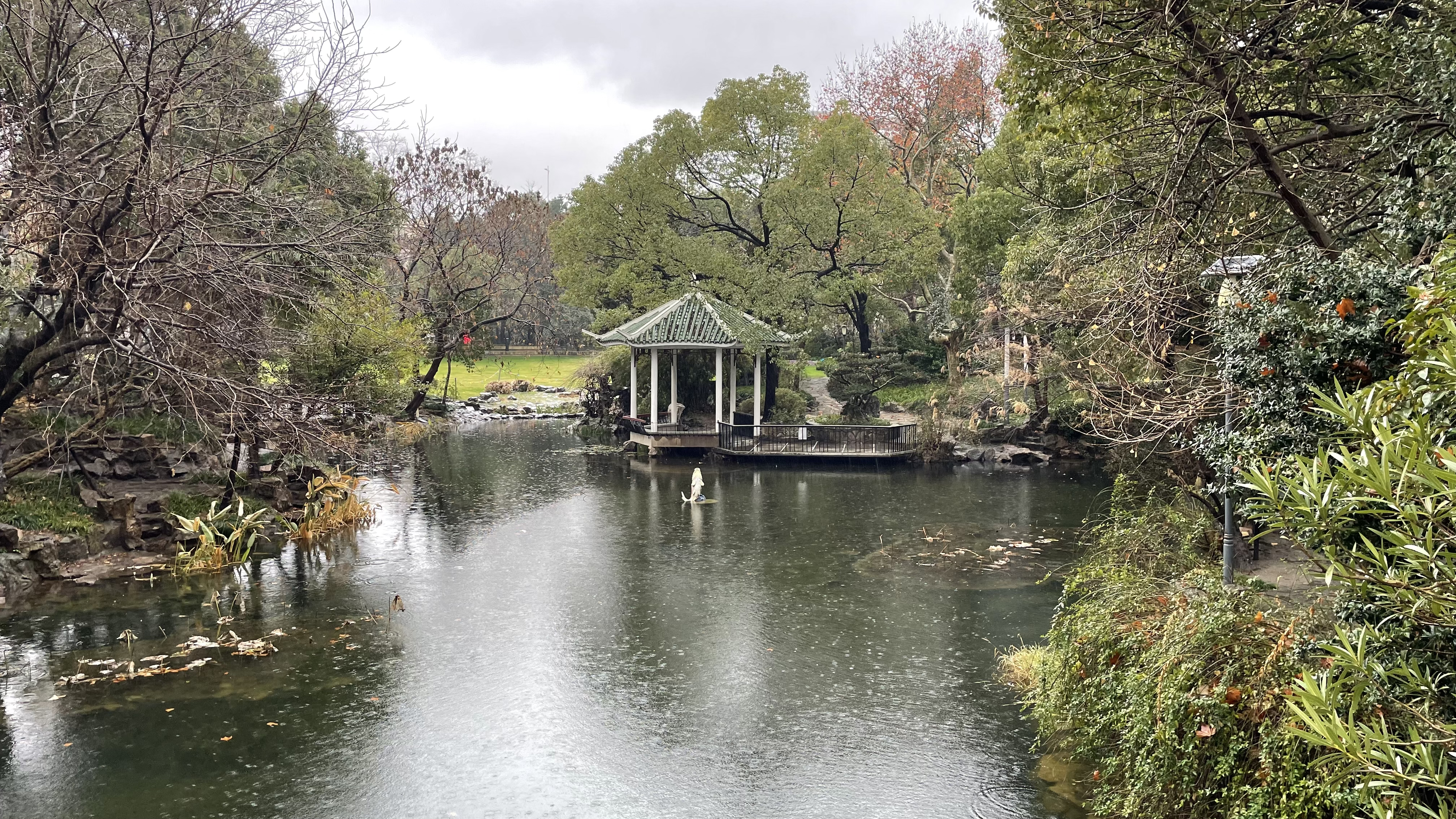
荷花池

面积约400平方米，池水与葫芦湖相通，池中植荷花，设有哪吒闹海和鲤鱼喷水石雕。池为梅花形，四周以湖石驳岸。池西南筑钢筋混凝土结构的六角荷香亭，绿色琉璃瓦攒尖顶，翘角、顶上置石荷花，面积16平方米。亭内设石园椅，木扶靠。亭三面临水，西开门通平台。钢筋混凝土平台面积为18平方米，临水处设水泥柱扶栏。池东北端石拱桥长30米，宽6米，在桥上可一览荷花池和湖岸景色。

### 葫芦湖

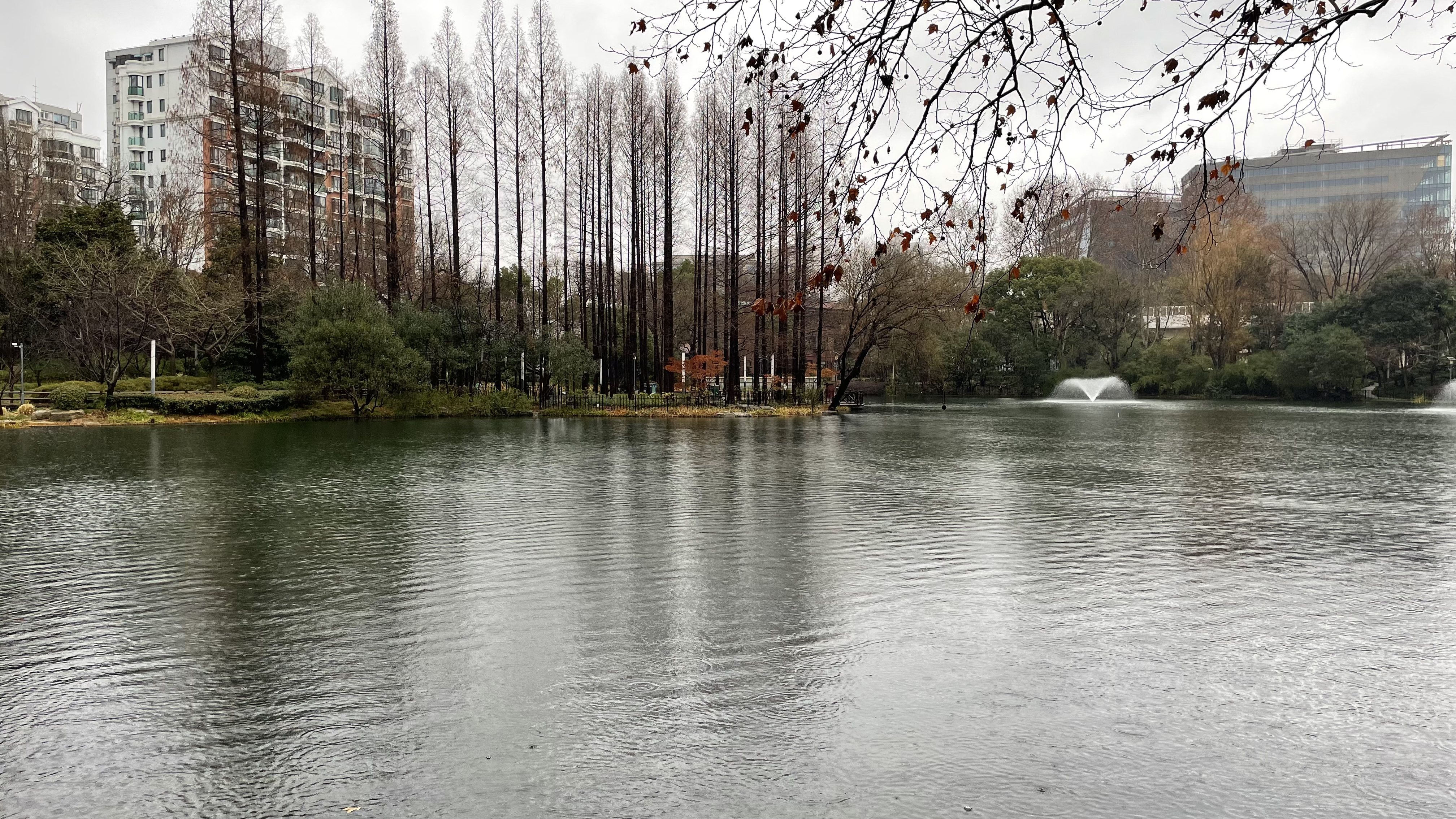
葫芦湖

位于园中部及东部，面积1.67万平方米，建园之初为葫芦形，故名。湖东部有风光岛，面积1100平方米。岛上遍植水杉和木芙蓉共450余株，浓荫蔽日。 

### 烈士纪念碑
位于石拱桥南部，是为纪念长宁区参加中越战争牺牲的烈士而建的。碑体为白玉兰花形，高6.1米，用花岗石堆叠而成。环碑遍植栀子花、桂花、茶花、海棠等。

### 嵘山、峦山
两山由南至北蜿蜒于湖东。嵘山高5米，用石块堆叠。峦山是嵘山向北的延伸，堆土而成，周围广植多种树木。峦山顶建山色亭，面积16平方米。亭为钢筋混凝土结构，六角，绿色琉璃瓦攒尖顶,顶上置混凝土葫芦，亭内磨石子地坪上置石桌石凳。1989年在峦山侧建纪念碑，碑高1米，阔0.4米，上刻“大阪府枚方市、上海市长宁区友好城市交流提携周年纪念”字样。碑周围植樱花林，并将山色亭改名樱花亭。 

### 碧波廊
位于湖东南，是亭廊榭台组合建筑，钢筋混凝土结构，磨石子地坪。亭四角，面积16平方米，出檐、木挂落，翘角，绿色琉璃瓦攒尖顶，内置圆石桌石凳。亭内南置石长凳，木扶靠，北通平台，西通廊榭。榭长9米，宽3米，榭南设石长凳，东通四角亭，西通平顶廊。廊长6米，宽3米，平顶，出檐，西北二角上翘。廊西、北设漏空墙，置石长凳，廊南通园路，廊北通平台。平台呈弧形，三面临水，长21米，宽2米，沿湖设钢筋混凝土扶栏。   

### 湖光榭
位于湖北端，与碧波廊隔湖相对，为榭、亭钢筋混凝土结构组合建筑。亭四角上翘，绿色琉璃瓦攒尖顶，磨石子地坪，亭北面为墙，西、南两面设扶王靠，亭东面通平台。平台三面临水，长12米，宽4米，磨石子地坪中嵌鹅卵石拼成龟图和八卦图，沿水面周围置石凳。平台北的水榭宽6米，长4米，东西两边设白色花格墙，出檐，翘角，琉璃瓦歇山顶，顶上有双龙戏珠图案。   

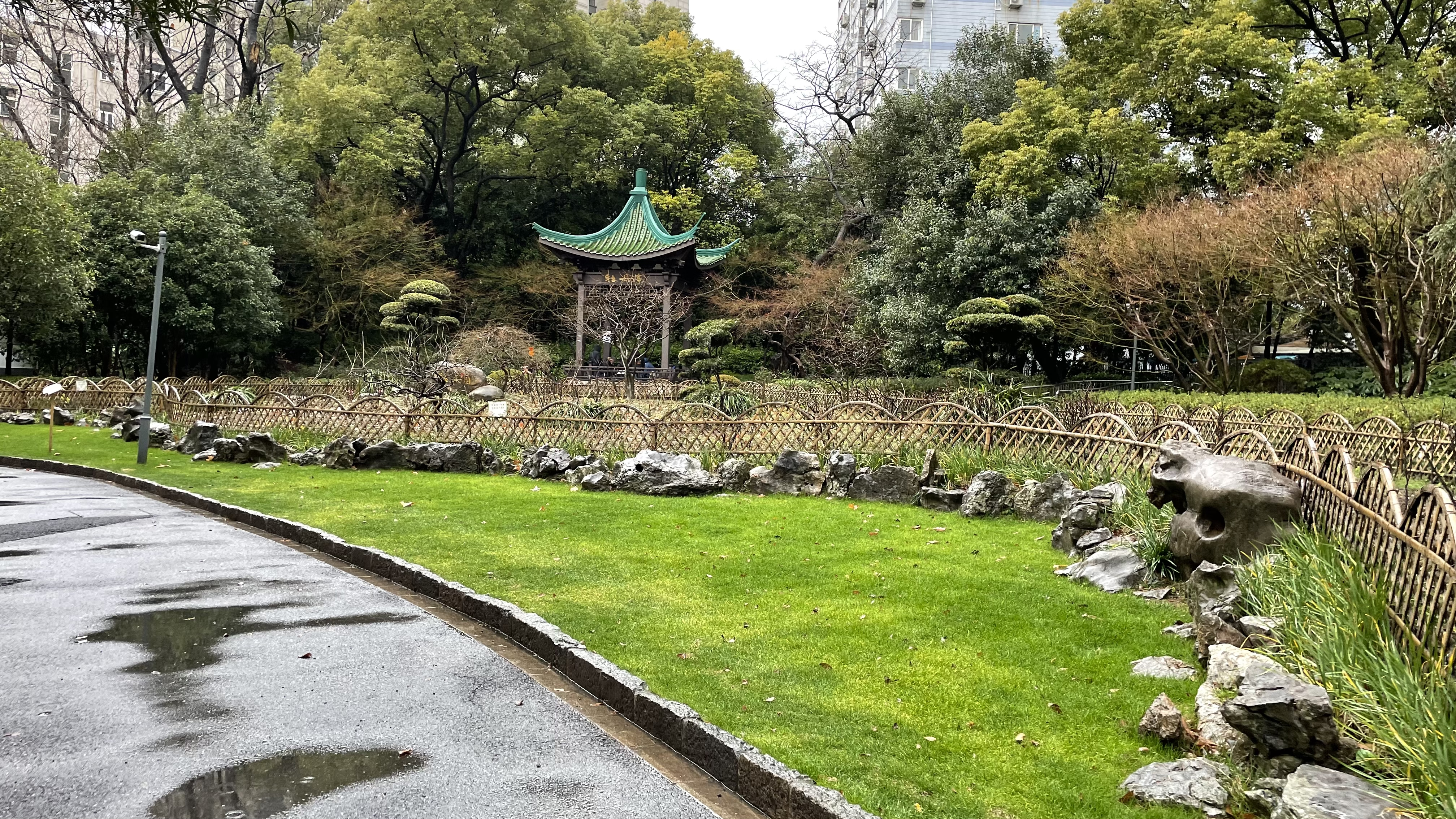
牡丹亭

### 牡丹园
改建于2014年，全园有三处牡丹花坛，种植总面积约1100平方米，各色牡丹花卉10余个品种，共计400余株，包括海黄、岛大臣、太阳等。该牡丹园中仿古“牡丹亭”建于2014年，亭为木结构，绿色琉璃瓦攒尖顶。

## 交通
- 地铁三号线、四号线共线延安西路站
- 公交：乘190路到凯旋路延安西路站下车。乘71路、71路区间到凯旋路站下车。